# Нанавале Естејтс (Хаваји)
Нанавале Естејтс (Хаваји) (енгл. Nanawale Estates) насељено је место за статистичке потребе у америчкој савезној држави Хаваји. По попису становништва из 2010. у њему је живело 1.426 становника.

## Демографија
Према попису становништва из 2010. у граду је живело 1.426 становника, што је 353 (32,9%) становника више него 2000. године.
| Група             | 2000.       | 2010.       |
| Белци             | 312 (29,1%) | 462 (32,4%) |
| Афроамериканци    | 18 (1,7%)   | 18 (1,3%)   |
| Азијати           | 172 (16,0%) | 225 (15,8%) |
| Хиспаноамериканци | 174 (16,2%) | 218 (15,3%) |
| Укупно            | 1.073       | 1.426       |